# Viry (entreprise)
Pour les articles homonymes, voir Viry.
Viry est une entreprise française de construction métallique basée à Éloyes dans le département des Vosges.

## Histoire
En janvier 1971, Bernard Viry fonde la Chaudronnerie Viry et fils à Golbey, dans les Vosges, qui n'est alors qu'un modeste atelier de chaudronnerie dont l'activité principale est la fabrication de cuves à fuel. Dans les années 1970 l'entreprise s'oriente progressivement vers la construction industrielle qui est en plein essor, notamment dans l'agroalimentaire. L'entreprise propose en particulier une gamme de silos modulaires dont le procédé est breveté et déposé en 1985 sous la marque VIRYSTIL. A la même époque, en 1984, la marque VIRY est déposée .
La réalisation en 1985 de la couverture du hall d’accueil de la Cité des sciences et de l'industrie de La Villette avec l'architecte Adrien Fainsilber marque une étape importante de l'entreprise qui recentre petit à petit son activité sur les projets architecturaux. Pour faire face au surcroït d'activité, l'entreprise déménage à Éloyes en septembre 1989 dans un bâtiment industriel plus spacieux. A la même époque, un procédé de structure spatiale est déposé sous la marque VIRYSPACE et breveté.
En 1990, Bernard Viry cède l'entreprise au groupe Bouygues dans une période difficile, tout en restant à la tête de la direction. En 1996, alors que Bouygues se lance dans la téléphonie, il a l'occasion de racheter le capital de l'entreprise. Viry a alors assimilé la méthode de gestion rigoureuse de Bouygues.
Un an après être sorti du groupe Bouygues, en 1997, Viry rachète l'entreprise de construction métallique Parisot, elle aussi basée dans les Vosges à Aydoilles, qui appartenait jusqu'alors à Campenon Bernard Construction, filiale de la Société générale d'entreprises,. Cette acquisition permet notamment à Viry d'étendre son activité au marché des ouvrages d'art.
En proie à des difficultés ponctuelles de trésorerie, l'entreprise est placée en redressement judiciaire par le tribunal de commerce d’Épinal en avril 1998 mais réussit à améliorer sa situation financière.
En 2007, le groupe Fayat s'intéresse à l'entreprise et l’acquiert pour, selon les mots du directeur du groupe Fayat de l'époque, « apporter au groupe des compétences complémentaires essentielles pour réaliser des projets à l’architecture de plus en plus complexe ».

## Ouvrages notables

Verrière du hall central, Cité des Sciences et de l'Industrie à Paris

Tour de la liberté à Saint-Dié-des-Vosges

La Canopée du Forum des Halles à Paris

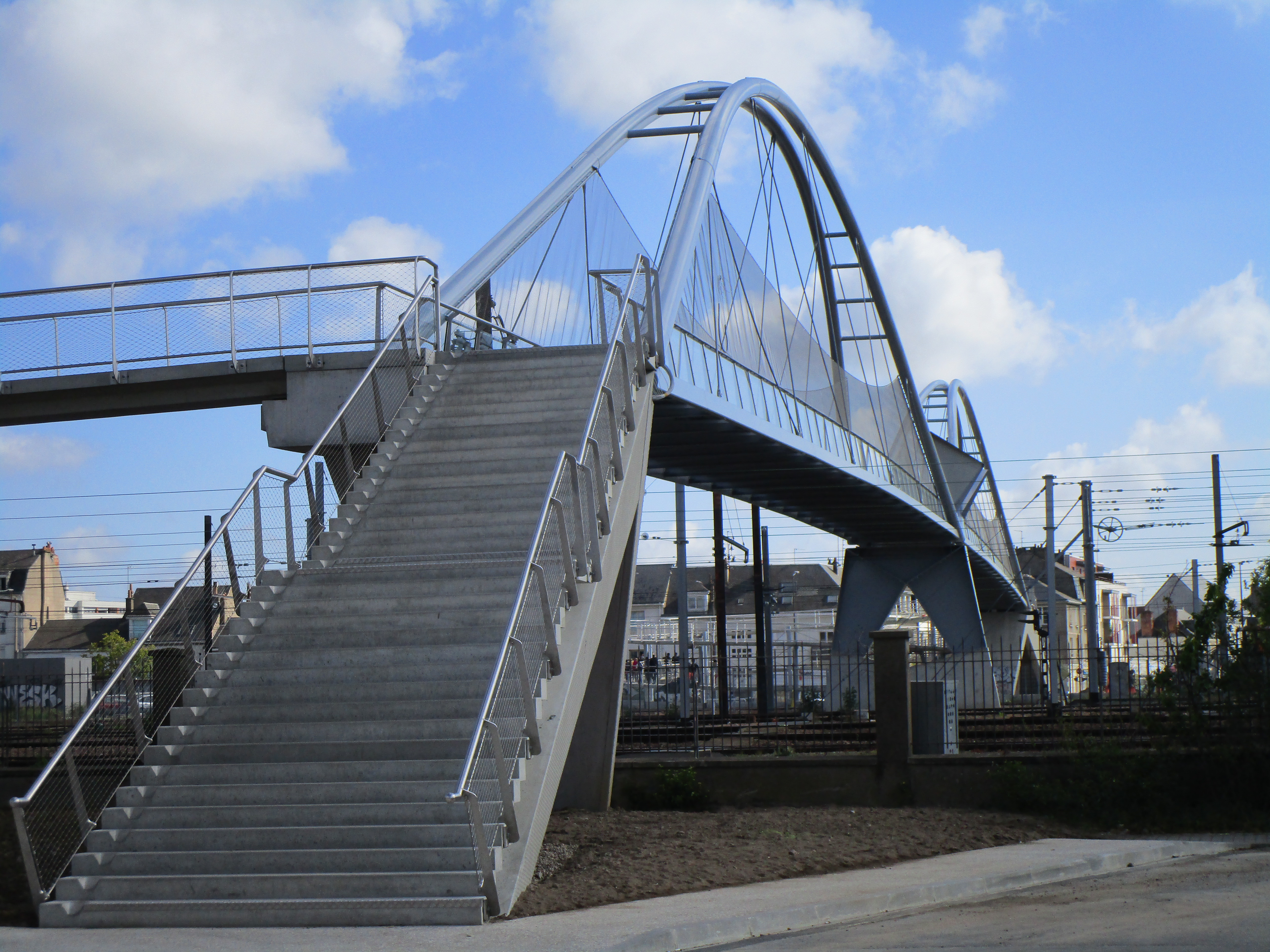
Nouvelle passerelle Fournier à Tours

- 1986 : la Cité des sciences et de l'industrie dans le 19e arrondissement de Paris[10]
- 1989 : les Tours de la Liberté à l'occasion du bicentenaire de la révolution française, initialement installées aux jardin des Tuileries puis à Saint-Dié-des-Vosges[11]
- 1993 : le Japan Bridge, passerelle piétonne à la Défense[10]
- 1993 : les verrières de l'aile Richelieu du musée du Louvre[10]
- 1995 : le poste de péage des Éprunes sur l'autoroute A5[10]
- 1999 : l'aérogare 2F de aéroport de Paris-Charles-de-Gaulle[10]
- 2000 : le Grimaldi Forum à Monaco[10]
- 2001 : la médiathèque Lucie-Aubrac à Vénissieux[10]
- 2003 : le musée Vesunna à Périgueux en Dordogne[10]
- 2005 : la passerelle du Cours à Épinal[10]
- 2007 : la Halle Honnorat de la Gare de Marseille-Saint-Charles[10]
- 2008 : passerelle Chagall à Strasbourg[10]
- 2008 : passerelle Valmy au pied de la Tour Granite à la Défense[10]
- 2009 : le pylône central du Centre Pompidou à Metz ainsi que les anneaux métalliques[10]
- 2015 : la passerelle Claude-Bernard enjambant le boulevard périphérique au niveau de la porte d'Aubervilliers
- 2016 : la superstructure et la couverture de La Canopée au-dessus du Forum des Halles à Paris[12]
- 2017 : la nouvelle passerelle Fournier à Tours[10]
- 2019 : la verrière historique de La Samaritaine
- 2024 : fabrication, pose, mise en lumière et démontage des emblèmes olympiques et paralympiques apposés sur la Tour Eiffel dans le cadre des Jeux olympiques d'été de 2024. Une coulée spéciale a été fournie par ArcelorMittal, entreprise qui a confié à Viry, le chantier.